# World Team Challenge 2014
Il World Team Challenge 2014 si è svolto il 27 dicembre alla Veltins-Arena di Gelsenkirchen.
La competizione si articola in due fasi: una prima gara in mass start e una seconda gara di inseguimento, con distacchi dimezzati. 

## Risultati
| Pos | Atleti                                      | Nazione     | Tempo   |
| --- | ------------------------------------------- | ----------- | ------- |
| 1   | Walentyna Semerenko / Serhij Semenow        | Ucraina     | 31:03,2 |
| 2   | Franziska Hildebrand / Erik Lesser          | Germania II | +0:07,7 |
| 3   | Jana Romanowa / Jewgeni Garanitschew        | Russia      | +0:15,1 |
| 4   | Gabriela Soukalová / Ondřej Moravec         | Rep. Ceca   | +0:19,4 |
| 5   | Anaïs Chevalier / Martin Fourcade           | Francia     | +0:26,3 |
| 6   | Laura Dahlmeier / Florian Graf              | Germania I  | +0:35,1 |
| 7   | Fanny Horn / Lars Helge Birkeland           | Norvegia    | +0:36,8 |
| 8   | Katharina Innerhofer / Dominik Landertinger | Austria     | +1:01,2 |
| 9   | Dorothea Wierer / Lukas Hofer               | Italia      | +1:03,5 |
| 10  | Elisa Gasparin / Benjamin Weger             | Svizzera    | +3:16,9 |